# Titta, vi spionerar
Titta, vi spionerar (engelska: Scandalous) är en brittisk-amerikansk långfilm från 1984 i regi av Rob Cohen, med Robert Hays, John Gielgud, M. Emmet Walsh och Pamela Stephenson i rollerna.

## Handling
Nyhetsankaret Frank Swedlin (Robert Hays) är på ett flygplan på väg till London. Han luras av sin attraktiva medpassagerare Fiona (Pamela Stephenson) att han är på väg att avslöja en historia om internationellt spionage. Efter att planet landas anklagas han för att ha dödat sin fru. Efter detta blir Franks problem allt mer bisarra.

## Rollista
| Robert Hays       | – Frank Swedlin           |
| John Gielgud      | – Uncle Willie            |
| Pamela Stephenson | – Fiona Maxwell Sayle     |
| M. Emmet Walsh    | – Simon Reynolds          |
| Nancy Wood        | – Lindsay Manning         |
| Jim Dale          | – Inspektör Anthony Crisp |
| Kevin Elyot       | – Matt                    |
| Duncan Preston    | – Hal                     |
| Maureen Bennett   | – Patti                   |
| Preston Lockwood  | – Leslie                  |
| Conover Kennard   | – Francine Swedlin        |